# Orepukia sabua
Orepukia sabua – gatunek pająka z rodziny Cycloctenidae. Występuje endemicznie na Nowej Zelandii.

## Taksonomia
Gatunek ten opisany został po raz pierwszy w 1973 roku przez Raymonda Roberta Forstera i Cecila Louisa Wiltona w czwartej części monografii poświęconej pająkom Nowej Zelandii. Jako miejsce typowe wskazano Flora Track w regionie Nelson.

## Morfologia
Holotypowa samica ma karapaks długości 3,2 mm i szerokości 2,2 mm oraz opistosomę (odwłok) długości 3,4 mm i szerokości 2,6 mm. Karapaks ma ciemnobrązowe przepaski wychodzące z jego przednich kątów i stykające się w jamce. Ośmioro oczu rozmieszczonych jest w dwóch rzędach. Zarówno w widoku grzbietowym jak i od przodu przedni z nich jest prosty, zaś tylny jest lekko odchylony. Rudobrązowe szczękoczułki mają po 2 normalne i 5 drobnych zębów na przednich krawędziach bruzd i po 2 zęby na ich krawędziach tylnych. Barwa sternum jest pomarańczowobrązowa. Odnóża są pomarańczowobrązowe z ciemniejszym obrączkowaniem. Kolejność par odnóży od najdłuższej do najkrótszej to: IV, I, II, III. Pazurki górne mają 8 ząbków, zaś pazurki dolne 2 ząbki. Opistosoma jest z jasnożółtobrązowa z ciemnobrązowym nakrapianiem z wierzchu i na bokach. Zaopatrzona jest w duży stożeczek z krótkimi włoskami rozmieszczonymi w dwóch łatkach. Kądziołki przędne przedniej pary są nieco większe niż tylnej.

## Występowanie i ekologia
Gatunek ten jest endemitem Nowej Zelandii, znanym tylko z regionu Nelson na Wyspie Południowej. Spotykany był pod butwiejącymi kłodami i w ściółce.